# کانسا
کانسا (به لاتین: Kansa) یک منطقهٔ مسکونی در بنگلادش است که در استان باریسال واقع شده‌است.